# أمراض وأوبئة القرن التاسع عشر

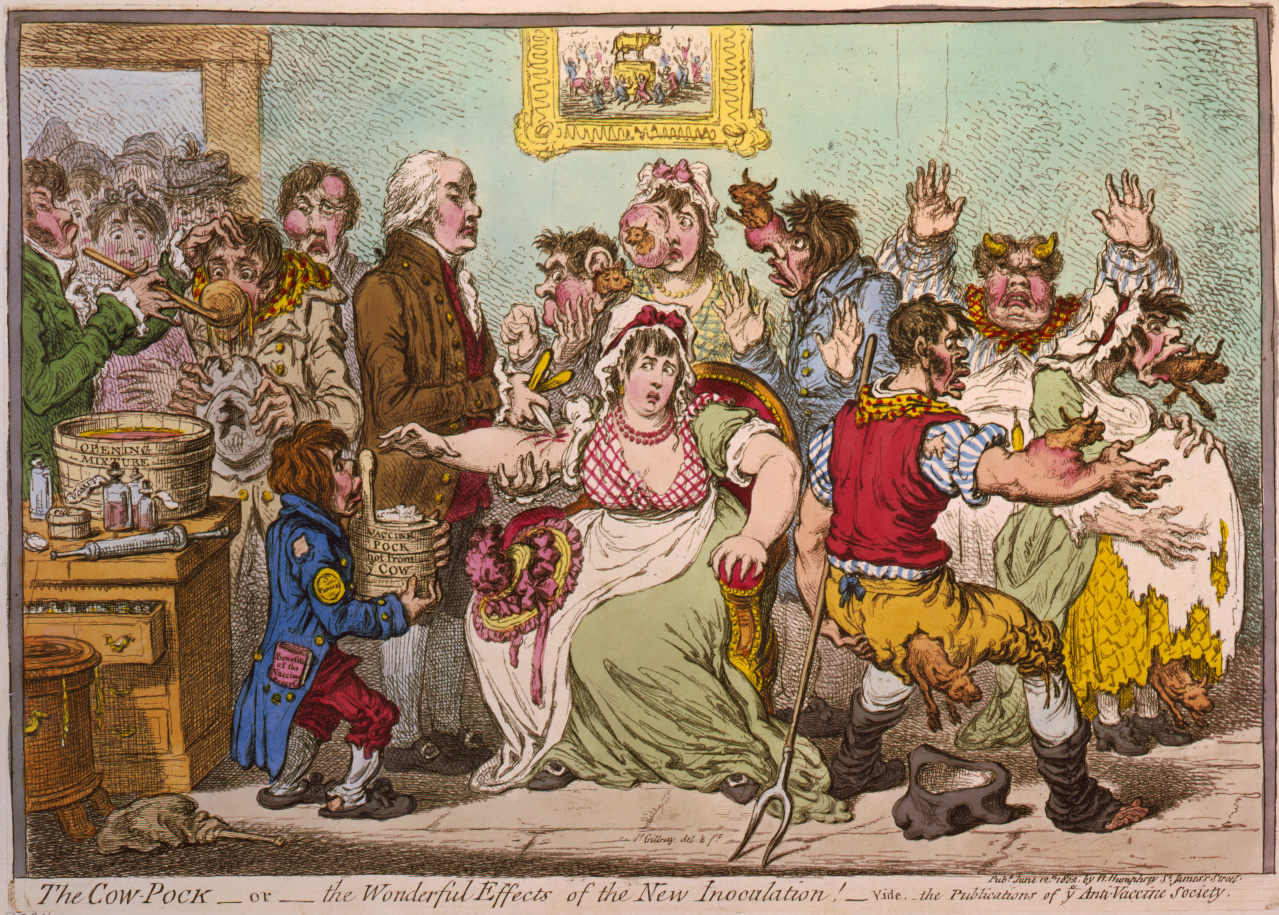
رسم من عام 1802 يوضح لقاح الجدري لإدوارد جينر.

خلال القرن التاسع عشر، وصلت ثلاثة أمراض معروفة مُسبقًا ومرض مُعدٍ ناشئ وهو الكوليرا إلى نسب وبائية.

## الاستجابات الطبية
وُوجهت أوبئة القرن التاسع عشر دون التقدم الطبي الذي جعل الأوبئة في القرن العشرين أكثر ندرة وأقل فتكًا. اكتُشفت الكائنات الدقيقة مثل الفيروسات والبكتيريا في القرن الثامن عشر، ولكن لم تخرج تجارب لازارو سبالانزاني ولويس باستور إلى النور حتى أواخر القرن التاسع عشر. أثبتت تلك التجارب فرضية التولد الذاتي بشكل قاطع، مما يسمح باختبار نظرية جرثومية المرض وتأكيد نظرية روبرت كوخ أن الكائنات الحية الدقيقة يمكن ان تكون سببًا لانتقال المرض. وهكذا، لم يكن هناك في معظم أوقات القرن التاسع عشر سوى الفهم الأساسي الأكثر منطقية للأسباب، وتحسين وعلاج الأمراض الوبائية.
بدأ استخدام اللقاحات على نطاق واسع في أواخر القرن التاسع عشر. تم عزل بكتيريا الكوليرا في عام 1854 من قبل عالم التشريح الإيطالي فيليبو باكيني، كما تم تطوير لقاح لأول مرة لتحصين البشر ضد مرض بكتيري من قبل الطبيب الإسباني خاومي فيران إي كلوا في عام 1885، ومن قبل الروسية اليهودية عالمة البكتريا فالديمار هافكين في يوليو 1892.
لم تظهر المضادات الحيوية حتى منتصف القرن العشرين. لم يظهر سلفوناميد حتى عام 1935، ولم يُكتشف البنسلين حتى عام 1928، ولم يُتح كعلاج حتى عام 1950.
خلال وباء الكوليرا الثاني من 1816-1851، اختلف المجتمع العلمي في معتقداته حول أسباب المرض. يعتقد الأطباء في فرنسا أن الكوليرا ارتبطبت بفقر مجتمعات معينة أو الظروف البيئية السيئة. ويعتقد الروس أن المرض مُعدٍ وفرضوا الحجر الصحي على مواطنيهم. اعتقدت الولايات المتحدة أن الكوليرا جُلبت من قبل المهاجرين الجدد، وتحديدا الأيرلنديين. وأخيرًا، يعتقد بعض البريطانيين أن المرض وقع نتيجة غضب السماء.

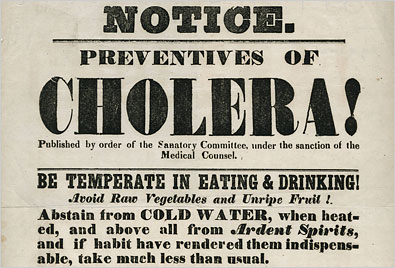
فاتورة يدوية من مجلس مدينة نيويورك للصحة عام 1832 - توضح نصيحة الصحة العامة التي عفى عليها الزمن عدم فهم المرض وعوامله المسببة الفعلية.

خلال وباء الكوليرا الثالث، اعتقد مواطنو تونس، التي لم تتأثر في وبائي الكوليرا السابقين، أن الأوروبيين هم من جلبوا إليهم المرض، وأُلقى بابلوم على ممارسات تطهير المياه. وقد أدى انتشار المرض في الجنوب في مناطق السكان السود إلى إقناع علماء الولايات المتحدة بأن الكوليرا مرتبطة بالأميركيين الأفارقة. ويشير الباحثون الحاليون إلى أنهم يعيشون بالقرب من الممرات المائية التي يحملها المسافرون والسفن للمرض وأن سكانهم لا يحصلون على خدمات البنية التحتية والرعاية الصحية.
انتهى تفشي وباء الكوليرا في شارع برود عام 1854 في لندن بعد أن حدّد الطبيب جون سنو مضخة مياه كبيرة في سوهو كمصدر لنشر الوباء وأقنع السلطات بسدها. أثبتت دراسته أن المياه الملوثة هي العامل الرئيسي في انتشار الكوليرا، على الرغم من أنه لم يحدد الملوث. استغرق الأمر عدة سنوات حتى تم تصديق هذه الرسالة والتسليم بها.
في لندن، في يونيو 1866، أدى وباء متمركز في إيست إند إلى وفاة 5996 شخصًا، بينما كانت المدينة تستكمل بناء شبكات الصرف الصحي وتطهر المياه الرئيسية.

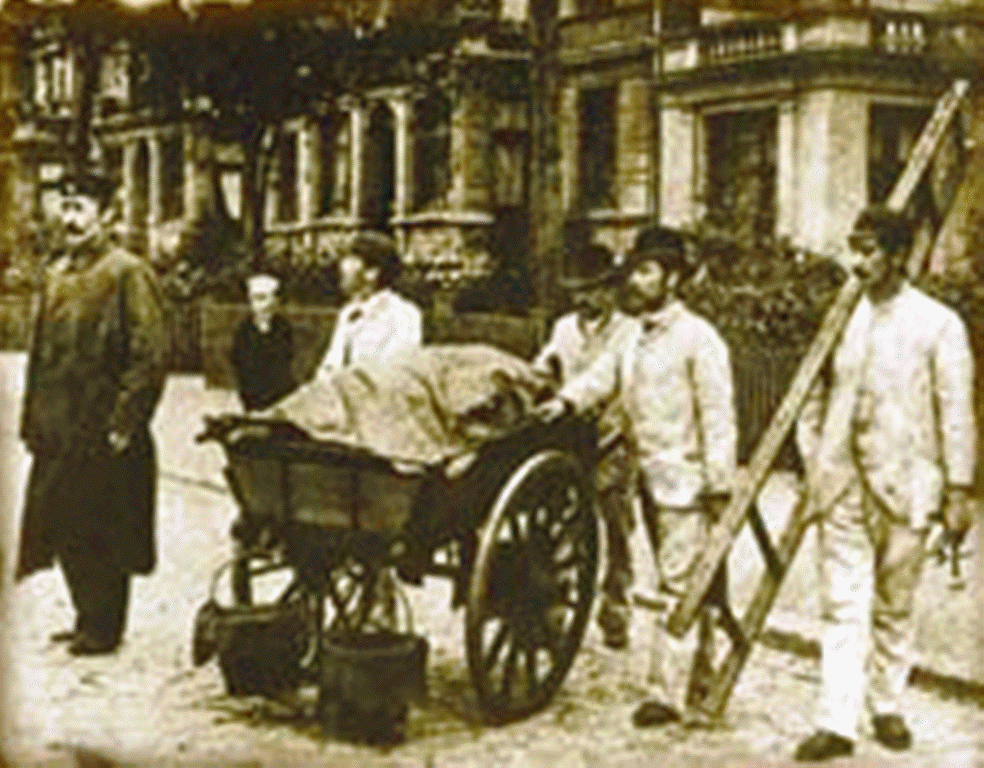
فريق التطهير في تفشي وباء الكوليرا في هامبورغ عام 1892.

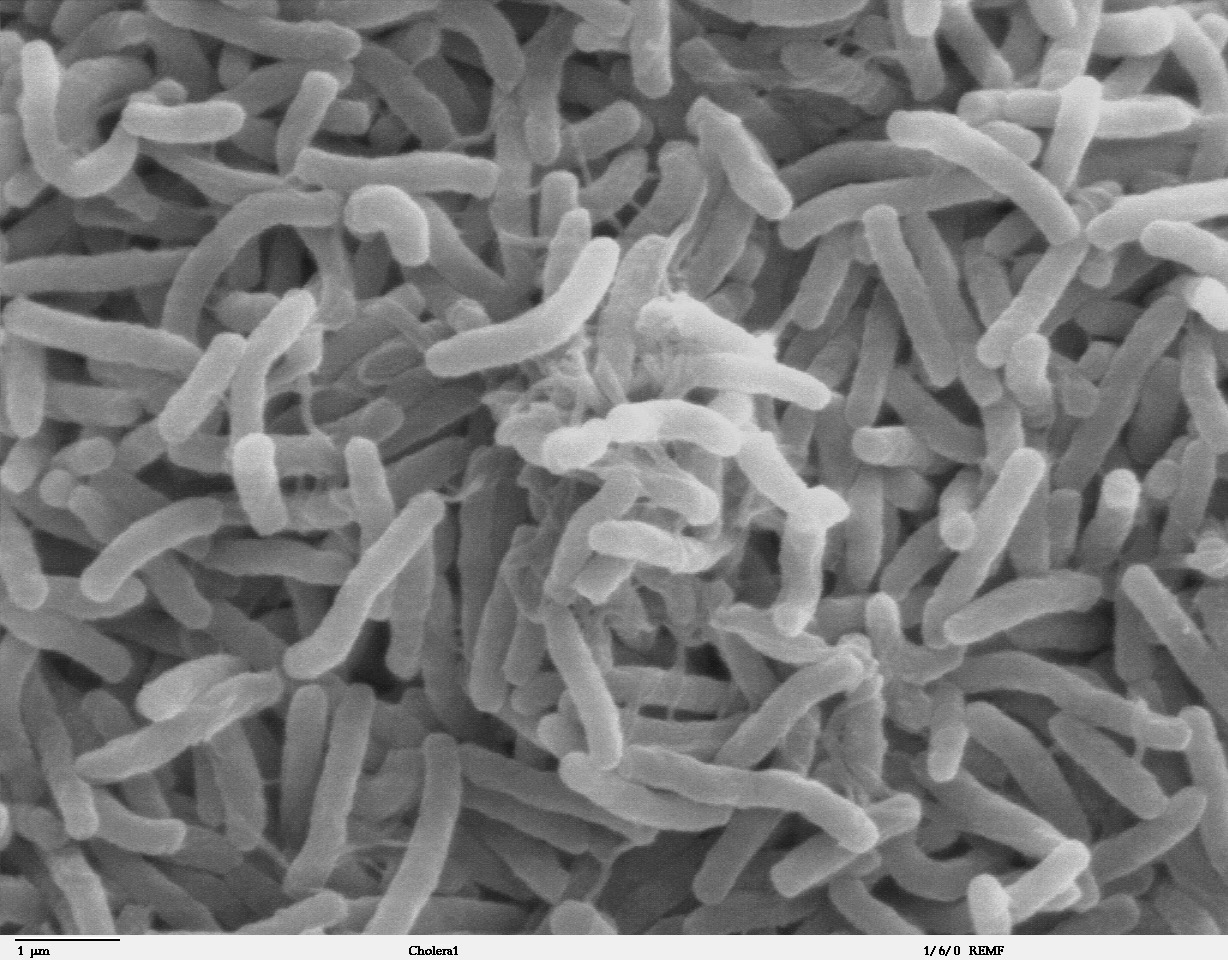
الكوليرا.

خلال وباء الكوليرا الخامس، قام روبرت كوخ باكتشاف ضمة الكوليرا واقترح فرضيات كوخ لشرح كيف تسبب البكتيريا المرض. ساعد عمله على إنشاء نظرية جرثومية المرض. قبل هذا الوقت، اعتقد العديد من الأطباء أن الكائنات الحية المجهرية قد تولدت بشكل عفوي، وأن المرض سببه التعرض المباشر للقاذورات. ساعد كوخ في إثبات أن المرض كان أكثر قابلية للعدوى على وجه التحديد وكان قابًلا للانتقال من خلال إمدادات المياه الملوثة.

## الكوليرا
الكوليرا هي عدوى بالأمعاء الدقيقة تسببها بكتيريا ضمة الكوليرا. تنتقل الكوليرا عن طريق شرب الماء أو تناول الطعام المتلوث بضمة الكوليرا. تتكاثر البكتيريا في الأمعاء الدقيقة؛ لذا يمكن لبراز شخص مصاب، بما في ذلك أولئك الذين لا يعانون من أعراض غير ظاهرة، أن ينقل المرض إذا اتصل بمزود الماء بأي وسيلة.
لا يذكر التاريخ أي حوادث كوليرا حتى القرن التاسع عشر. وجاءت الكوليرا في سبع موجات، حدثت آخرها في القرن العشرين.
بدأ وباء الكوليرا الأول في عام 1816، وانتشر في جميع أنحاء الهند بحلول عام 1820، وامتدت إلى جنوب شرق آسيا وأوروبا الوسطى واستمر حتى عام 1826.
بدأ وباء الكوليرا الثاني في عام 1829، ووصل إلى روسيا مما تسبب في تفشي الكوليرا. انتشر الوباء في المجر وألمانيا ومصرفي عام 1831، ولندن وباريس وكيبيك وأونتاريو ومدينة نيويورك في العام التالي. وصلت الكوليرا إلى ساحل المحيط الهادئ لأمريكا الشمالية بحلول عام 1834، ووصلت إلى وسط البلاد بواسطة الباخرة والزوار في النهر.
في عام 1846، ضرب وباء الكوليرا مكة المكرمة، مما أسفر عن مقتل أكثر من 15000. بدأ تفشٍ آخر لمدة عامين في إنجلترا وويلز في عام 1848، وأودى بحياة 52000 شخص. في عام 1849، حدث تفشٍ للمرض مرة أخرى في باريس ولندن مما أسفر عن مقتل 14137، أكثر من ضعف عدد وباء عام 1832. ضرب وباء الكوليرا أيرلندافي عام 1849 وقتلت العديد من الناجين من مجاعة أيرلندا الكبرى، الذين أنهكهم الجوع والحمى. في عام 1849، أودت الكوليرا بحياة 5308 شخص في مدينة ليفربول بإنجلترا بالتزامن مع قدوم المهاجرين إلى أمريكا الشمالية، و 1,834 شخصًا في هال كينغستون أبون هال بإنجلترا. انتشرت الكوليرا في جميع أنحاء نهر المسيسيبي. مات الآلاف في مدينة نيويورك، التي أصبحت وجهة رئيسية للمهاجرين الأيرلنديين. أودت الكوليرا بحياة 200000 شخص في المكسيك. وفي تلك السنة، انتقلت الكوليرا على طول مسارات كاليفورنيا ومسلك أوريغون، مما أسفر عن مقتل أشخاص يُعتقد أنهم ماتوا في طريقهم إلى كاليفورنيا ويوتا وأوريغون في سنوات وباء الكوليرا من 1849-1855. وفي عام 1851، حملت سفينة قادمة من كوبا الوباءإلى كناريا الكبرى، مما أسفر عن مقتل ما يصل إلى 6000 شخص.
ضرب وباء الكوليرا الثالث روسيا بصورة أكثر عنفًا، مع أكثر من مليون حالة وفاة. وقد انتشر شرقًا إلى إندونيسيا بحلول عام 1852، والصين واليابان في عام 1854. وقد أصيبت الفلبين في عام 1858 وكوريا عام 1859. وفي عام 1859، انتقل الوباء إلى البنغال عن طريق المسافرين. انتقل المرض عبر القوات البرية المنتقلة إلى إيران والعراق وشبه الجزيرة العربية. عانت اليابان على الأقل من سبع حالات تفشي للكوليرا بين عامي 1858 و 1902. ويعتقد أن تفشي الكوليرا بين عامي 1858 و1860، قد أودى بحياة ما بين 100,000 و 200,000 شخص في طوكيو وحدها. كما أودى تفشي الكوليرا في شيكاغو في عام 1854 بحياة 5.5 ٪ من السكان (حوالي 3500 شخص). ومن عام 1853إلأى عام 1834، أدى وباء لندن إلى وفاة 10738 شخصًا. وفي جميع أنحاء إسبانيا، تسببت الكوليرا في وفاة أكثر من 236000 شخص من عام 1854 إلى عام 1855. وفي عام 1854، دخلت فنزويلاإلى قائمة المدن المُصابة. وعانت البرازيل أيضًا في عام 1855.
بدأ وباء الكوليرا الرابع من عام 1863إلى عام 1875 في أوروبا وأفريقيا. وتُوفي ما لا يقل عن 30 ألف من حجاج مكة البالغ عددهم 90 ألفًا بسبب المرض. اجتاحت الكوليرا شمال أفريقيا في عام 1865 ومن الجنوب الشرقي إلى زنجبار، مما أسفر عن مقتل 70 ألفًا بين عامي 1869و1870. أدّت الكوليرا إلى وفاة 90000 شخص في روسيا عام 1866. تشير التقديرات إلى أن وباء الكوليرا الذي انتشر مع الحرب البروسية النمساوية عام 1866 قد أودى بحياة 165,000 شخص في الإمبراطورية النمساوية. وفي عام 1867، فقد 113000 حياتهم بسبب الكوليرا في إيطاليا، و80000 شخصًا في الجزائر.
أدّى تفشي المرض في أمريكا الشمالية بين عامي 1866 و1873 إلى مقتل 50.000 أمريكي. وفي عام 1866، حدثت أوبئة متمركزة في الطرف الشرقي من لندن، في جنوب ويلز، وأمستردام. وفي سبعينيات القرن التاسع عشر، انتشرت الكوليرا في الولايات المتحدة كوباء من نيو أورليانز على طول نهر المسيسيبي وإلى الموانئ على روافده.
في وباء الكوليرا الخامس بين عامي 1881 و1896، فقد مات فقط في الفترة بين عام 1883 و1887 حوالي 250.000 شخص في أوروبا وما لا يقل عن 50000 في الأمريكتين طبقًا للدكتور أ. ج. وول. أودت الكوليرا بحياة 267890 شخصًا في روسيا عام 1892؛ و120،000شخصًا في إسبانيا؛ و90،000 شخصًا في اليابان وأكثر من 60,000 شخصًا إيران. وفي مصر، أودت الكوليرا بحياة أكثر من 58000 شخص. كما تسبب تفشي الكولير عام 1892 في هامبورغ إلى وفاة 8600 شخصًا.

## الجدري
بينتج الجدري نتيجة الإصابة بأحد فيروسين، الفاريولا الرئيسية والفاريولا الصغرى. أصبح لقاح الجدري متاحًا في أوروبا والولايات المتحدة والمستعمرات الإسبانية خلال الجزء الأخير من القرن التاسع عشر. تأتي الأسماء اللاتينية لهذا المرض من مصطلح Variola Vera. والتي تعني البثور. في إنجلترا، عُرف هذا المرض لأول مرة باسم «الجدري» أو «الطاعون الأحمر». يستقر الجدري نفسه في الأوعية الدموية الصغيرة في الجلد وفي الفم والحلق. تظهر أعراض مرض الجدري في صورة طفح جلدي على الجلد وبثور مملوءة بسائل.
قتل الجدري ما يقدر بنحو 400000 أوروبي سنويًا خلال القرن التاسع عشر وكان السبب الرئيسي في ثلث الحالات المُصابة بالعمى في ذلك الوقت. لقي ما يقارب من 20 إلى 60٪ من جميع الأشخاص المُصابين حتفهم، وتُوفي 80٪ من الأطفال المصابين. تسبب الجدري أيضًا في العديد من الوفيات في القرن العشرين، وراح ضحية الإصابة به ما يتراوح بين 300 و500 مليون. كان ولفغانغ أماديوس موتسارت مصابًا بالجدري عندما كان عمره 11 عامًا فقط، ونجا من تفشي الجدري في النمسا.

## الحمى النمشية (التيفوئيد)

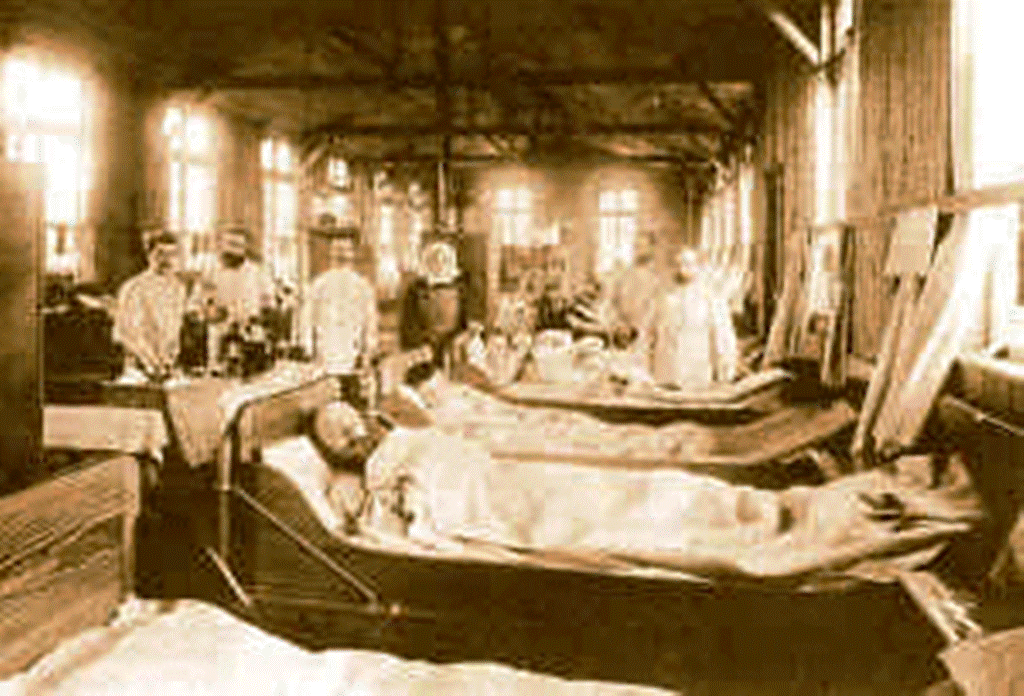
جناح المستشفى عام 1892، تفشي وباء الكوليرا في هامبورغ ،

يرجع سبب التيفوس الوبائي إلى بكتيريا تُسمى ريكيتسيا بروزاكي تأتي من القمل. ينتقل تيفوس الجرزان من بكتيريا الريكتسيا تايفي عن طريق البراغيث.
أثناء انسحاب نابليون الأول من الغزو الفرنسي لروسيا من موسكو في عام 1812، تُوفي المزيد من الجنود الفرنسيين بسبب التيفوس أكثر مما قُتل على يد الروس. حدث وباء رئيسي في أيرلندا بين عامي 1816 و1819، خلال السنة التي لُقبت بسنة بلا صيف؛ أودى بحياة ما يُقدر ب 100000 شخص. ظهر التيفوس مرة أخرى في أواخر 1830، وبين عامي 1846 و1849 خلال المجاعة الأيرلندية الكبرى. انتشر الوباء إلى إنجلترا، ولُقب «بالحمى الأيرلندية». قتل التيفوس الأشخاص من جميع الطبقات الاجتماعية، حيث كان القمل مستوطنًا ولا مفر منها، لكنه ضرب بشدة في الطبقات الاجتماعية الدنيا أو «غير النظيفة». قتل وباء التيفوس في كندا وحدها عام 1847 أكثر من 20,000 شخص من 1847 إلى 1848، معظمهم من المهاجرين الأيرلنديين في حظائر الحمى وأشكال الحجر الصحي الأخرى، الذين أصيبوا بالمرض على متن السفن. في الولايات المتحدة الأمريكية، حدثت أوبئة في بالتيمور وممفيس بولاية تينيسي وواشنطن العاصمة بين عامي 1865 و1873، وأثناء الحرب الأهلية الأمريكية.

## الحمى الصفراء

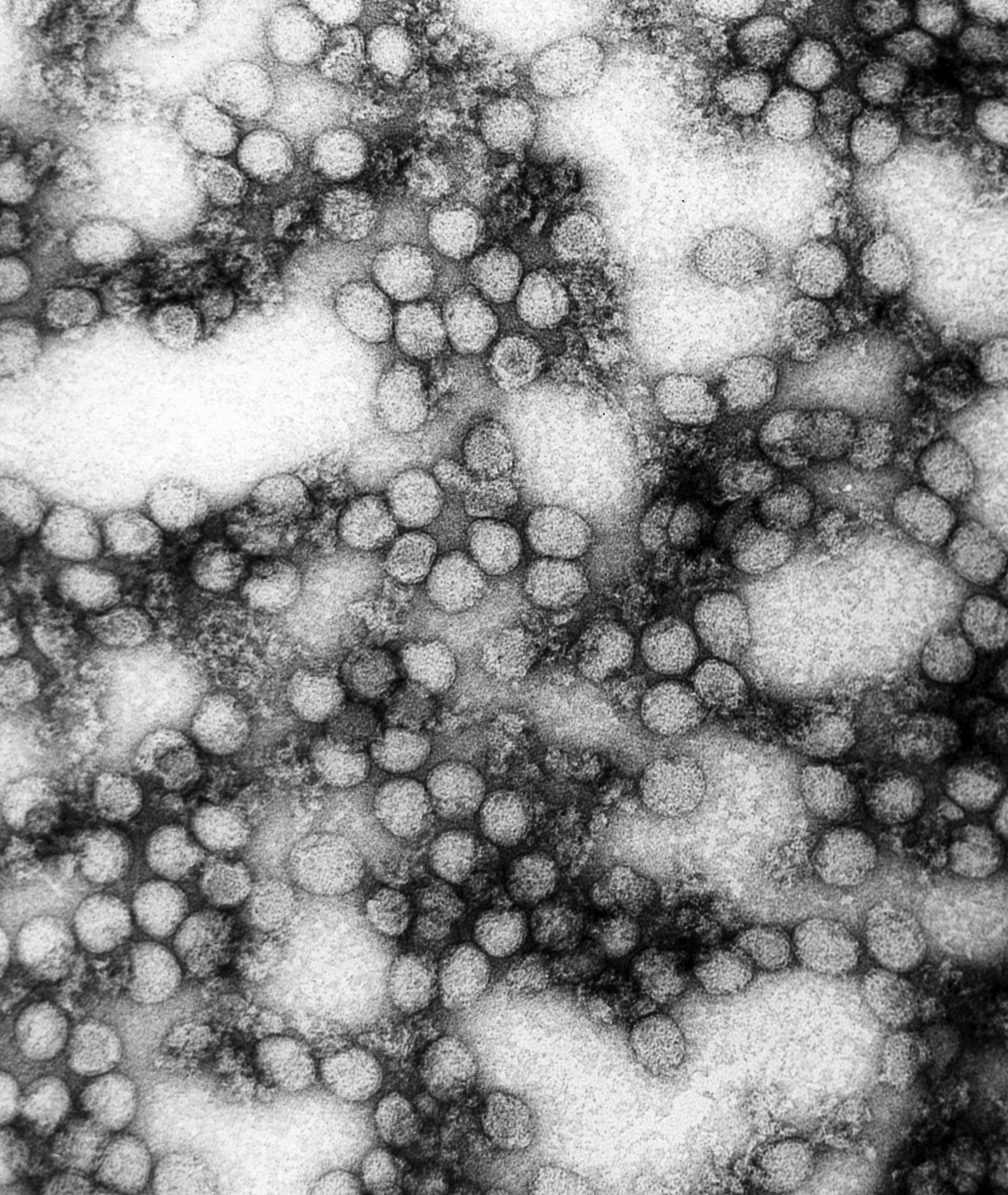
فيروس حمى الصفراء.

ينتقل هذا المرض عن طريق لدغة البعوض؛ وقد أدى الانتشار العالي للبعوض وخاصةً الزاعجة المصرية إلى أن يُعرف المرض باسم حمى الصفراء البعوض. يعتبر انتقال الحمى الصفراء مسألة تتعلق بالموائل المتاحة للناقل والوقاية مثل البعوض. تُصيب الحمى الصفراء في الغالب الثدييات الأخرى، ولكن يمكن أن تُصيب البشر. تشمل أعراض الحمى: الصداع، وآلام الظهر والعضلات، وقشعريرة والقيء، نزيف في العينين والفم، والقيء الدموي.
شكلت الحمى الصفراء أكبر عدد من تفشي الوباء الفردي في القرن التاسع عشر، وحدثت معظم حالات الحمى الصفراء المسجلة في القرن التاسع عشر. يعتبر الحمى الصفراء الأكثر انتشارًا في المناخات الشبيهة بالمناخ، لكن الولايات المتحدة لم تكن مُستثناة من الحمى. عانت نيو أورلينز من الأوبئة الكبرى خلال القرن التاسع عشر، وعلى الأخص في 1833 و1853. وقد حدث ما لا يقل عن 25 حالة تفشٍ رئيسية في الأمريكتين خلال القرنين الثامن عشر والتاسع عشر، بما في ذلك الحالات الخطيرة في سانتو دومينغو. وفي عام 1803 وممفيس في عام 1878. حدثت فاشيات كبرى بشكل متكرر في جبل طارق؛ في عام 1804، و1814، ومرة أخرى في عام 1828. عانت برشلونة من خسارة عدة آلاف من المواطنين خلال تفشي المرض في عام 1821. استمرت الأوبئة الحضرية في الولايات المتحدة حتى عام 1905، مع اندلاع آخر تأثير على نيو أورليانز.